# Treva olímpica

Plànol d'Olimpia (l'ample complet del plànol representa 625 m). Els colors dels edificis representen diferents períodes:període arcaic, període clàssic, període hel·lenístic i període romà.

La treva olímpica (en grec antic ἐκεχερία, ekekheria o la promesa de la treva olímpica), també coneguda com la pau olímpica, era un període en el qual les guerres es suspenien temporalment, a fi que els esportistes poguessin desplaçar-se a Olímpia per participar en els Jocs Olímpics de l'antiguitat i després tornar a les seves ciutats en pau. La ciutat d'Olímpia tenia l'estatus de territori o zona neutral, per això, encara que les ciutats es trobessin en guerra, els seus representants podien participar en els jocs i, eventualment, reunir-se en Olímpia per realitzar negociacions de pau. S'atribueix la signatura de la primera treva olímpica als reis Licurg d'Esparta, Ífit d'Élide i Cleòstenes de Pisa.

## Era moderna
El 1991, arran de les Guerres de Iugoslàvia i les sancions imposades pel Consell de Seguretat de les Nacions Unides, el Comitè Olímpic Internacional (COI) començà a estudiar la restauració de la treva olímpica, i el 21 de juliol de 1992, la 99a Assemblea insta tots els Estats a observar-la per als Jocs Olímpics de Barcelona 1992. Posteriorment, en la seva resolució 48/11, de 25 d'octubre de 1993, l'Assemblea General de les Nacions Unides, també instà els estats membres que observessin la treva olímpica.